# Odontopera approximata
Odontopera approximata là một loài bướm đêm trong họ Geometridae.